# 肯穆爾 (密蘇里州)
肯穆爾（英語：Kenmoor）是位於美國密蘇里州布坎南縣的非建制地區。

## 歷史
肯穆爾的郵局於1886年設立，其後於1904年停運。

## 地理
肯穆爾所處的海拔為高於海平面246米（即807英呎），而該地所採用的時區為UTC-6，即北美中部時區（CST）。同時該地設有夏令時間，為UTC-6調快一小時，即UTC-5（CDT）。